# ماجستير إدارة الأعمال

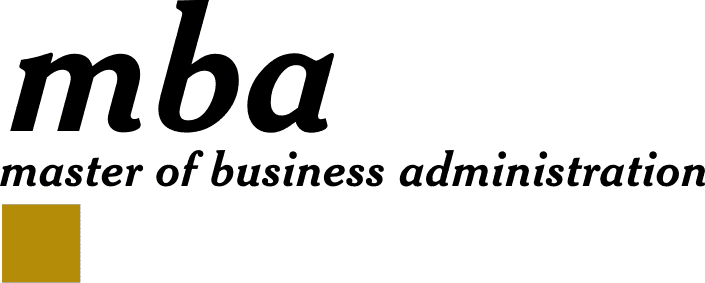

ماجستير إدارة الأعمال (بالإنجليزية: MBA) أو Master of Business Administration هي شهادة تهدف إلى إعطاء الدارس القدرة على الفهم العام لأساسيات إدارة الأعمال فيما عدا الجانب الفنى. وتشتمل الدراسة عادة على دراسة مجموعة من المواد الأساسية واختيار بعض المواد الاختيارية. المواد الأساسية تغطي الادوات التي يحتاجها المدير في أي قطاع من قطاعات العمل، أما المواد الاختيارية فتُغطي تفاصيل خاصة بأحد قطاعات العمل (عمليات، تسويق، تخطيط استراتيجي، تمويل، موارد بشرية، صناعات صغيرة). المواد الأساسية في معظم الأحيان تغطي الآتي:
- دراسة الإحصاء وتطبيقاتها في الإدارة: يحتاج إي مدير لجمع الأرقام والمعلومات والتعامل معها وتحليلها وعرض النتائج على آخرين.[1][2][3] تعتبر الإحصاء أحد الوسائل الأساسية لتجميع المعلومات وتحليلها. هذا العلم يتعرض لأمور مثل نوع المعلومات، كيفية الحصول عليها، طرق تحليل المعلومات المختلفة، كيفية عرض النتائج، كيفية معرفة العوامل المؤثرة في متغير معين.
- دراسة مبادئ التسويق: كيفية التفكير في تطوير المنتج أو استحداث منتج جديد، كيفية تحديد سعر المنتج، كيفية تحديد وسائل توزيع المنتج واستخدام وسائط من عدمه، كيفية الدعايا للمنتج.
- دراسة مبادئ المحاسبة: مبادئ تسجيل دفاتر المحاسبة لكافة الأنشطة، كيفية إعداد القوائم المالية، تفهم تأثير قرارات معينة على القوائم المالية.
- دراسة مبادئ التمويل وتقييم الشركات: كيفية تحديد قيمة شركة ما أو قيمة أسهمها، استخدام النسب المالية، طرق تمويل الشركات، العلاقة بين إدارة الشركة والمستثمرين
- دراسة مبادئ تنظيم الشركات: كيفية تحديد الهيكل التنظيمي المناسب، عيوب ومميزات الهياكل التنظيمية المختلفة، المركزية واللامركزية، تحفيز العاملين، القيادة، نقييم أداء الشركة
- دراسة مبادئ الموارد البشرية: كيفية اختيار موظيفين جدد، كيفية تقييم الموظفين، تحديد الاحتياجات التدريبية وتلبيتها، التعامل مع خلافات الموظفين، مع استعراض الأمور القانونية ذات العلاقة بكل موضوع
- دراسة مبادئ إدارة العمليات: كيفية تحديد تخطيط المعدات في المصنع، إدارة عمليات الشراء، إدارة المخزون، تخطيط المشروعات، الأهداف العامة للعمليات وتحديدها. العمليات هي جميع العمليات التي تحول أو تساعد على تحويل الماد الأولية إلى منتج أو خدمة- بأسلوب آخر هي كل ما سوى التسويق والموارد البشرية والتمويل
- التخطيط الاستراتيجي: كيفية أعداد خطة إستراتيجية للمؤسسة في الخمس سنوات القادمة وكيفية تحويلها إلى خطط سنوية، إعداد دراسات الجدوى
- علم الإدارة أو بحوث العمليات: طرق حسابية للوصول إلى الحل الأمثل أو القرار الأمثل في أي مجال مثل القرارات الاستثمارية، تحديد حجم الإنتاج من كل منتج، الطريقة المثلى لإدارة مراكز توزيع متعددة
- المسئولية الاجتماعية للشركات: أخلاقيات الإدارة، مسئولية المؤسسة تجاه المجتمع وبعض الأمور القانونية

أما المواد الاختيارية فتتناول أحد الموضوعات الأساسية بشكل مفصل.

## ما هي أهمية ماجستير إدارة الأعمال؟
ماجستير إدارة الأعمال يساعد على تنمية المهارات والمعرفة الإدارية للدارس بحيث أنه يمكنه أن يعمل كمدير أو كمحلل أو استشاري إداري أو مالي. فكثيرا ما نحتاج مهندسا ليدير مصنع وطبيبا ليدير مستشفى وأستاذا ليدير جامعة ومعلما ليدير مدرسة، ونجد انه من السهل أن نجد شخص خبير في مهنته ولكنه لا يعرف الكثير عن التسويق والنواحي المالية والنواحي التنظيمية وكيفية اتخاذ القرارات وكيفية التخطيط للمؤسسة أو للقطاع الذي يديره. ماجستير إدارة الأعمال يجعل هذا الشخص قادرا على الإدارة بالإضافة لقدرته -المسبقة- على تفهم النواحي الفنية للمؤسسة التي يديرها. هذه الدراسة تمكن الدارس من تحليل أداء المؤسسات وتحديد نقاط الضعف واقتراح الحلول ولذلك فقد يعمل كمحلل أو استشاري إداري أو مالي. بالطبع يعمل بعض الخريجين كمديرين ماليين أو مديري تسويق أو مديري إنتاج أو مشتريات وهكذا

## إيجابيات وسلبيات ماجستير إدارة الأعمال
1. العديد من برامج ماجستير إدارة الأعمال بدوام جزئي جدول دورات طوال العام.
2. التقدم في الدرجات الوظيفية والارتقاء داخل الشركة.
3. زيادة الخبرة والعلاقات مع المتخصصين في إدارة الأعمال.
4. حصول الشخص على الكثير من التنمية في شخصيته وذاته.
5. تحقيق رغبة الشخص في الانضمام إلى بعض القطاعات المعينة.
6. ارتفاع أجر الموظف عن طريق ترقيه الوظيفي.

مع أخذ هذه الدرجة يضع الشخص قدمه على أول الطريق لإدارة المشروعات.
1. يعرض هذا النوع من الماجستير صاحبه إلى تكلفة مرتفعة أثناء الدراسة.
2. قد يكون وقته ضيق وهذا يعد من سلبياته.
3. زيادة المنافسة حول الشخص في هذا المجال.
4. قد يعاني الشخص قليلا بعد الحصول على هذه الدرجة من أجل الوظائف.

## ما هي شروط التقديم ومدة الدراسة؟
مدة الدراسة تكون في أغلب الأحيان عامين دراسيين للدارسين المتفرغين وبعض الجامعات لديها برنامج مدته عام واحد. شروط التقديم تختلف من جامعة لأخرى ولكنها غالبا ما تشمل الحصول على شهادة بكالوريوس أو ما يعادلها ولا يشترط أي تخصص، وخبرة عمل لمدة 3 اعوام أو أكثر، وقد يطلب اختباري
TOEFL
GMAT
وكذلك يطلب تقديم مقالة أو مقالات توضح الهدف من الدراسة والخطط المستقبلية، وتقديم خطابات توصية من أساتذة سابقين ومديرين في العمل بالإضافة إلى تقديم طلب التحاق.

## مواضيع مشابهة
- بكالوريوس في إدارة الفنادق.
- ماجستير في إدارة الفنادق.
- دبلوم عالي في إدارة الفنادق.